# كتيلة بوكونية
كتيلة بوكونية (الاسم العلمي:Chiliadenus bocconei) هي نوع من النباتات تتبع جنس الكتيلة من الفصيلة النجمية.